# Goñi
Goñi è un comune spagnolo di 195 abitanti situato nella comunità autonoma della Navarra, nel nord della Spagna.